# Guillaume-Chrétien de Lamoignon de Malesherbes
Guillaume-Chrétien de Lamoignon de Malesherbes, más conocido como Malesherbes o Lamoignon-Malesherbes (París, 6 de diciembre de 1721-ibídem, 23 de abril de 1794) fue un hombre de estado francés, ministro y más tarde consejero para la defensa de Luis XVI. Murió en la guillotina durante el periodo del Terror de la Revolución francesa.

## Biografía
Nacido en París de una familia de juristas perteneciente a la alta magistratura, su educación fue encaminada a los estudios de Derecho. Una vez terminado sus estudios accedió al Tribunal Supremo. 

### Su relación con los intelectuales
En 1750, con motivo de la promoción de su padre, Guillaume de Lamoignon de Blancmesnil, al cargo de canciller, a Malesherbes se le encomienda la jefatura de la oficina de censura (cour des aides), encargada del control editorial y de la prensa. El desempeño de este cometido le llevó a estar muy en contacto con los escritores y pensadores de la época más allá de sus estrictas funciones judiciales. En concreto conoció muy de cerca a Diderot, y Friedrich Melchior, Baron von Grimm y protegió de forma muy activa a los hombres de la Encyclopédie, que llegaron a decir de él que sin su ayuda la Encyclopédie probablemente nunca se hubiera publicado.

### Su llegada a la política

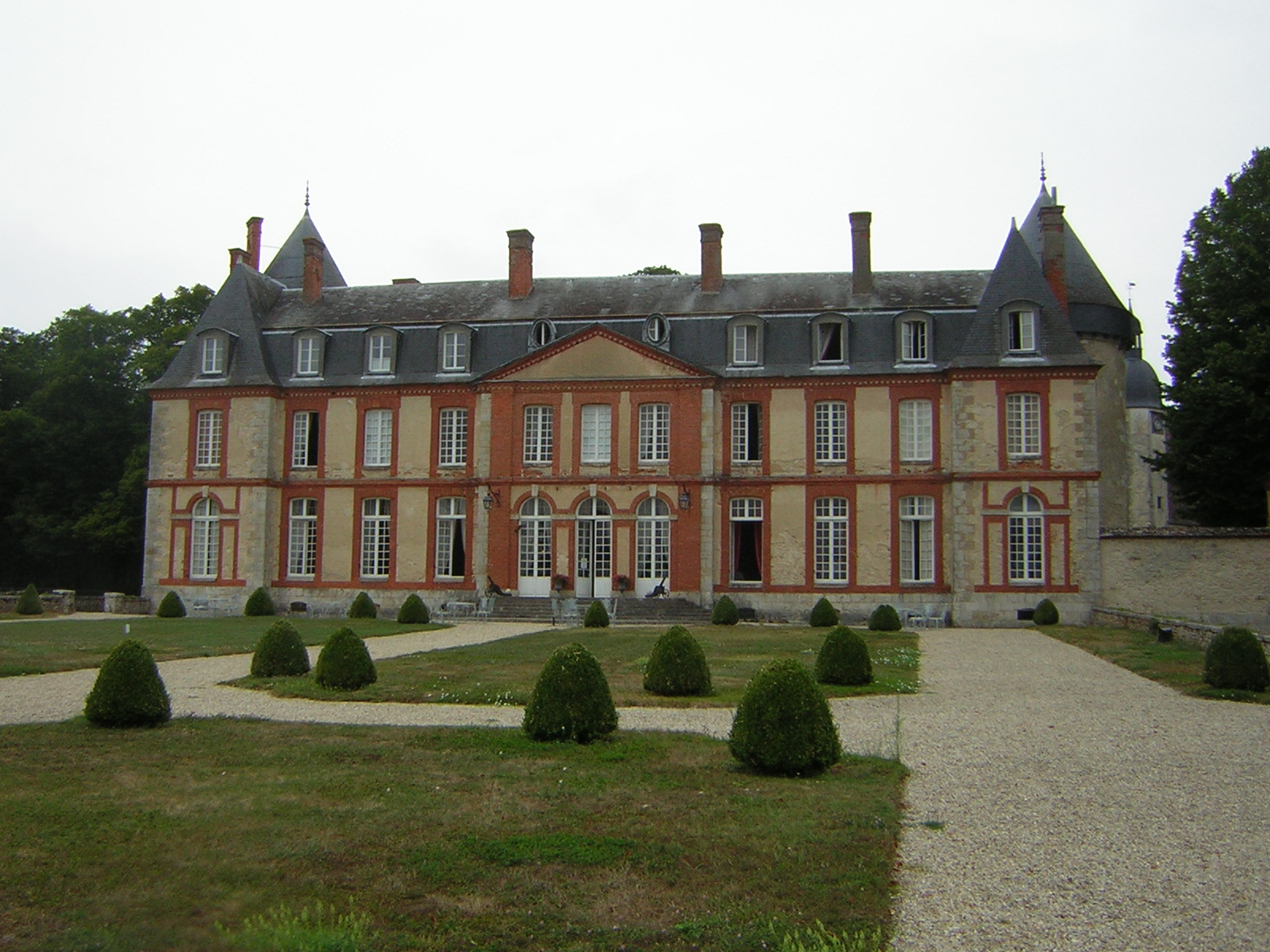
Château de Malesherbes.

Su introducción en política se produjo en 1771 cuando disuelto el parlamento se propuso un nuevo método de administración de justicia, contra el que Malesherbes presentó una fuerte contestación.
En 1775 fue nombrado ministro de Luis XVI, junto a Turgot y se preocupó de llevar a cabo reformas económicas de carácter liberal, favorables al libre mercado; estos intentos de reforma encontraron una gran oposición en la nobleza y el clero. También desde su ministerio en su calidad de jefe de la policía del reino, consiguió la anulación de la odiada práctica de lettres de cachet, según la cual cualquier persona podía ser arrestada arbitrariamente. La reacción de las clases favorecidas provocó, nueve meses después de su nombramiento, el cese de Turgot y la posterior dimisión de Malesherbes.
En 1776, al retirarse del ministerio, retomó una vida complaciente y doméstica viajando a través de Suiza, Alemania y los Países Bajos. De esta época data un ensayo sobre el matrimonio protestante que hizo mucho para su reconocimiento civil en Francia. Siempre fue un entusiasta aficionado a la botánica, su avenida en Malesherbes era mundialmente famosa, escribió contra Buffon en nombre de los botánicos a los que Buffon había atacado.
Fue elegido miembro de la Academia de Ciencias Francesa en 1750 y miembro de la Academia Francesa, y todo parecía prometer una tranquila y sosegada jubilación junto a su familia y ocupado en propósitos científicos y literarios. Pero en 1787 el rey, que se encontraba en una situación llena de dificultades, lo nombra de nuevo ministro. Malesherbes mantuvo su puesto durante un tiempo bastante corto, con una gran sensación de inseguridad e inquietud en su trabajo mientras aumentaban los problemas.
En 1788 publicó su célebre Mémoires sur la librairie: Mémoire sur la liberté de la presse, donde reflejaba su vasto conocimiento del mundo editorial en Francia y elogiaba el poder de la imprenta como fuerza democrática de expresión de ideas.

### La Revolución
Sin embargo, en diciembre del año 1792, abandonó voluntariamente su aislamiento a pesar de que su edad avanzada y su largo retiro le hubieran dado una excusa perfecta, para llevar junto a François Tronchet y Raymond de Sèze, la defensa del rey ante la Convención, y volver de nuevo a su país. Pero en diciembre de 1793 fue arrestado con su hija, su hijo político M. de Rosambô, y sus nietos y el 23 de abril de 1794 fue guillotinado, después de ver a todos los que amó en el mundo, ejecutados ante sus ojos por estar relacionados con él.
Fue bisabuelo de Alexis de Tocqueville.